# Anatomisch theater Padua

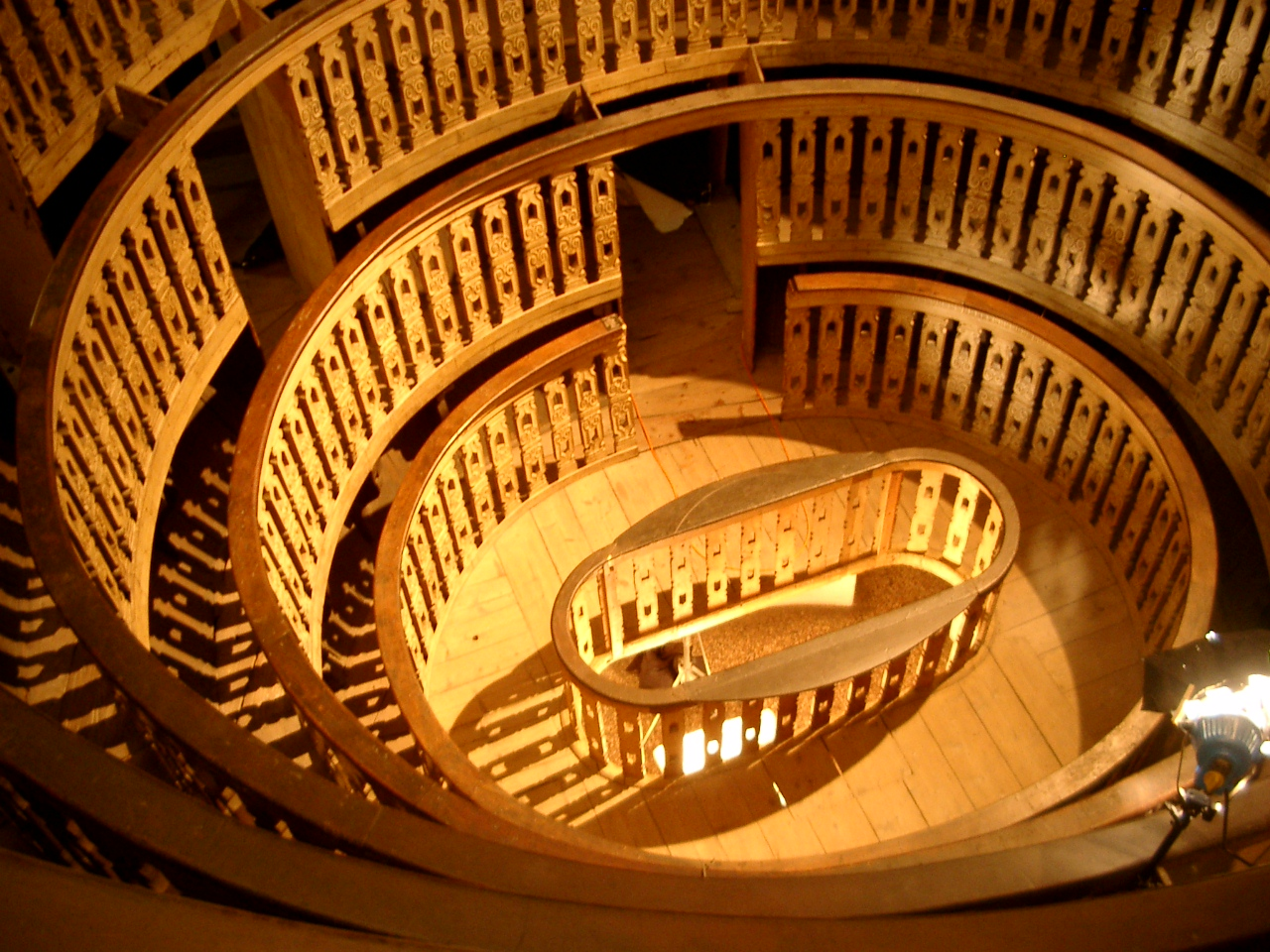
Anatomisch theater van Padua, het oudste in Europa

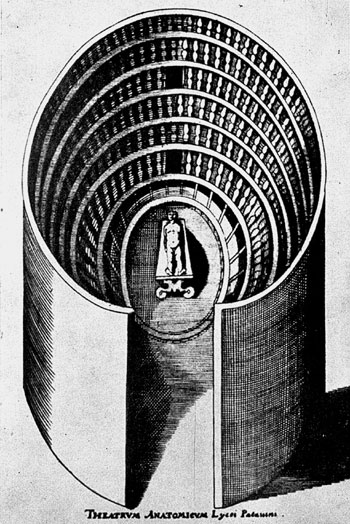
Zes verdiepingen voor een staand publiek

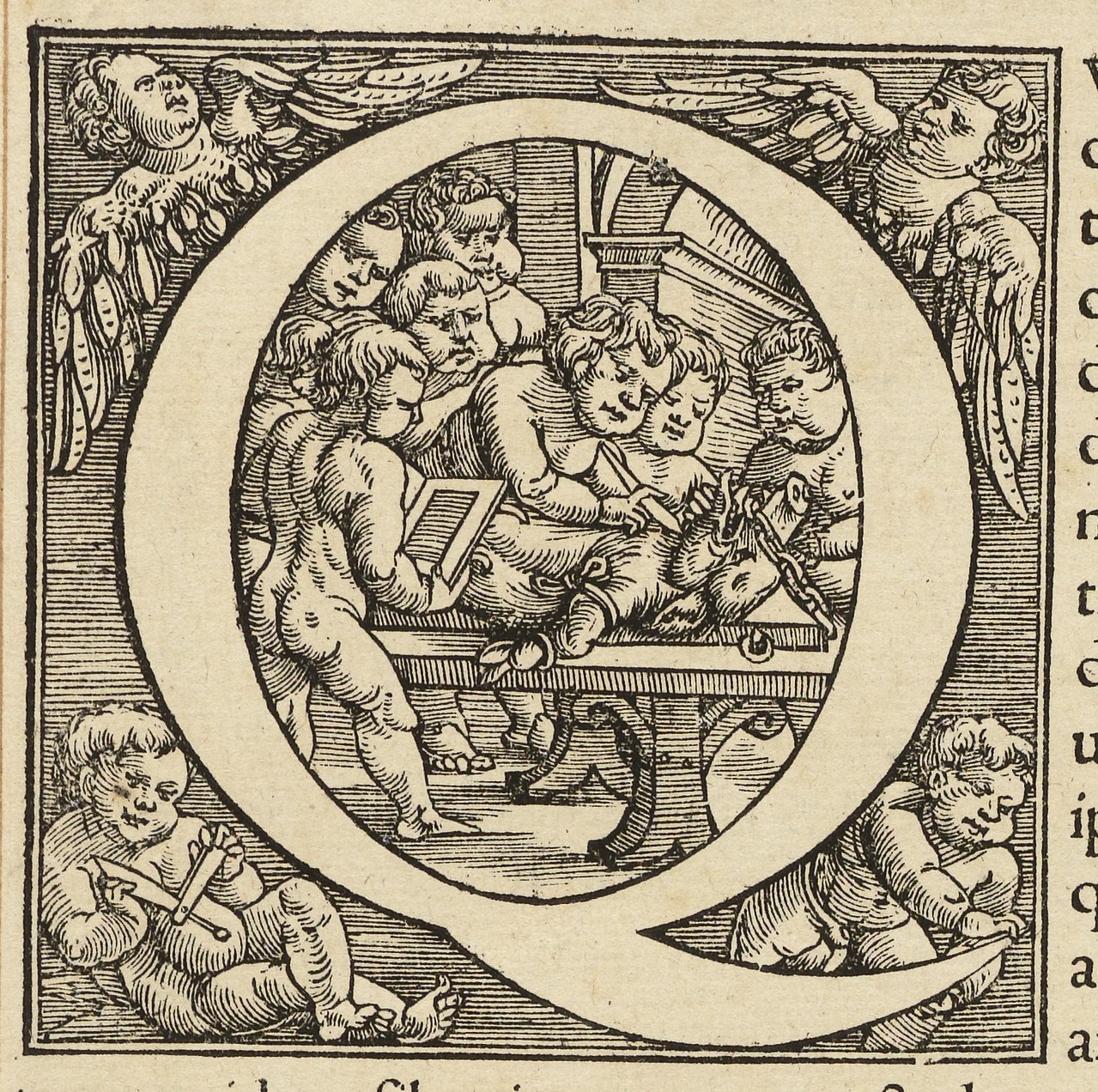
Putti disseceren een varken. Detail van de De human corporis fabrica van Vesalius.

Het Anatomisch theater van Padua in Italië, regio Veneto, was het leslokaal anatomie van de universiteit van Padua. Het was in gebruik van 1595 tot 1872; tot 1797 was de universiteit van Padua de universiteit van de republiek Venetië. Het anatomisch theater bevindt zich in het Palazzo del Bo, dat sinds de 15e eeuw het universiteitsgebouw in de stad is.
Dit is het eerste vaststaand podium voor anatomische lessen. Tevoren werden in Padua en aan andere universiteiten in Europa tijdelijke stellingen getimmerd. 

## Historiek
Reeds in 1493 beschreef professor Alessandro Benedetti in zijn Historia corporis humani de noodzaak een anatomisch theater te hebben. Het werd getimmerd in de vorm van een amfitheater en kon nadien afgebroken worden. De hoogleraar anatomie deed dissecties in het openbaar, met verplichte aanwezigheid van de studenten geneeskunde.
Met de publicatie van De humani corporis fabrica libri septem (1543) door Andreas Vesalius, hoogleraar in Padua, trok Padua internationale aandacht. De Duitse studenten in Padua bekloegen er zich over dat er geen leslokaal bestond voor anatomisch onderwijs. Het universiteitsbestuur besliste bijgevolg een permanent amfitheater te bouwen. 
De opvolgers van Vesalius, Gabriele Falloppio en Girolamo Fabrici d’Acquadependente, werkten aan het plan voor een anatomisch theater. Het was d’Acquadependente die de bouw startte in 1594; in 1595 was het eerste anatomisch theater van Europa klaar. Het gaf (staan)plaats aan driehonderd personen. Ze stonden in zes verdiepingen rondom het lijk in het midden van het amfitheater. De verdieping beneden is circa 8 meter breed, de bovenste slechts 3 meter. De toeschouwers stonden gebogen over de borstweringen. Beneden op de tafel vond de autopsie plaats. 
Boven de ingangspoort staat de spreuk in het Latijn Hic est locus ubi mors gaudet succurrere vitae; dat betekent: Dit is de plaats waar de dode blij is de levende iets bij te brengen.
Zoals gebruikelijk in die tijd werden in de anatomische les gehangenen ontleed. Daarnaast werden dieren ontleed zowel dode als in vivisectie: het ging om honden en varkens of een enkele keer een beer of een aap. Het was aan de assistent anatomie om de bezenuwing van het strottenhoofd door te knippen om bij vivisectie het gekrijs te stoppen. Bij autopsie was de zaal pikdonker want er bestond geen verlichting. Er stond enkel een kandelaar naast het lijk. De hoogleraar anatomie kwam plechtig binnen bij aanvang van de publieke les; hij droeg de dissectieschort met de bloedvlekken van de vorige lessen. Assistenten hielpen de hoogleraar bij de ontleding. Ze werden massari genoemd. Aanvankelijk moesten ze in het publiek rondlopen om entreegeld te vragen. Doge Grimani schafte de praktijk van entreegeld af; de anatomische les moest een breed publiek trekken. Om de zware les met bijhorende stank te verlichten speelde een kamerorkestje muziek. Op het einde volgde steeds een applaus voor de hoogleraar. Na de les werd het beweegbaar dak open geschoven om de zaal te verluchten.
In de loop van de tijd wensten de hoogleraren meer en meer overleden patiënten te disseceren en minder de gehangenen van Padua. De reden was kennis van ziekteleer op te doen. Dit was opvallend het geval bij professor Giovanni Battista Morgagni in de 18e eeuw. 
In de 19e eeuw kwam er een dakvenster en een luchter aan het plafond. Dit kwam het zicht en de geur in de zaal ten goede. Het aantal personen dat geëxecuteerd werd door verhanging daalde tot nul. In 1872 werd het oud anatomisch theater daarom gesloten.